# Elle viendra l'Érinys
Pistes de Chœurs
Dionysos Courir sous la pluie
Elle viendra l'Érinys est la quatorzième chanson de l'album Chœurs de Bertrand Cantat, Pascal Humbert, Bernard Falaise et Alexander MacSween conçu pour constituer les chœurs antiques de la trilogie « Des femmes » de Sophocle adaptée et mise en scène en 2011 par Wajdi Mouawad. Elle illustre Électre, le troisième volet de la trilogie.

## Argument
Le chœur annonce le temps du châtiment des assassins d'Agamemnon. Électre, sa fille, pleure la mort du roi des Grecs et l'absence de son frère Oreste. Les érinyes aveugles bientôt poursuivrons l'auteur du parricide à venir.
Elle viendra l'Érinys est directement issu du texte du premier stasimon de la tragédie.

## Musiciens ayant participé à la chanson
- Bertrand Cantat, chant, guitare, harmonica
- Pascal Humbert, basse, contrebasse
- Bernard Falaise, guitare
- Alexander MacSween, batterie, percussions